# Fressin
 Fressin    ist eine französische Gemeinde mit 580 Einwohnern (Stand 1. Januar 2022) im Département Pas-de-Calais in der Region Hauts-de-France. Sie gehört zum Arrondissement Montreuil und zum Kanton Fruges.

## Lage
Die Gemeinde Fressin liegt im Artois am Bach Planquette, 22 Kilometer östlich von Montreuil-sur-Mer. Nachbargemeinden von Fressin sind Sains-lès-Fressin im Norden, Planques im Nordosten, Azincourt und Auchy-lès-Hesdin im Osten, Wamin im Südosten, Wambercourt im Südwesten, Lebiez im Westen sowie Royon im Nordwesten.

## Bevölkerungsentwicklung
| Jahr                       | 1962 | 1968 | 1975 | 1982 | 1990 | 1999 | 2006 | 2015 | 2022 |
| Einwohner                  | 553  | 536  | 525  | 585  | 577  | 563  | 543  | 562  | 580  |
| Quellen: Cassini und INSEE |      |      |      |      |      |      |      |      |      |

## Sehenswürdigkeiten
- Kirche Saint-Martin (Monument historique 1906)
- Burgruine Les Créquy (15. Jahrhundert, Monument historique 1996)

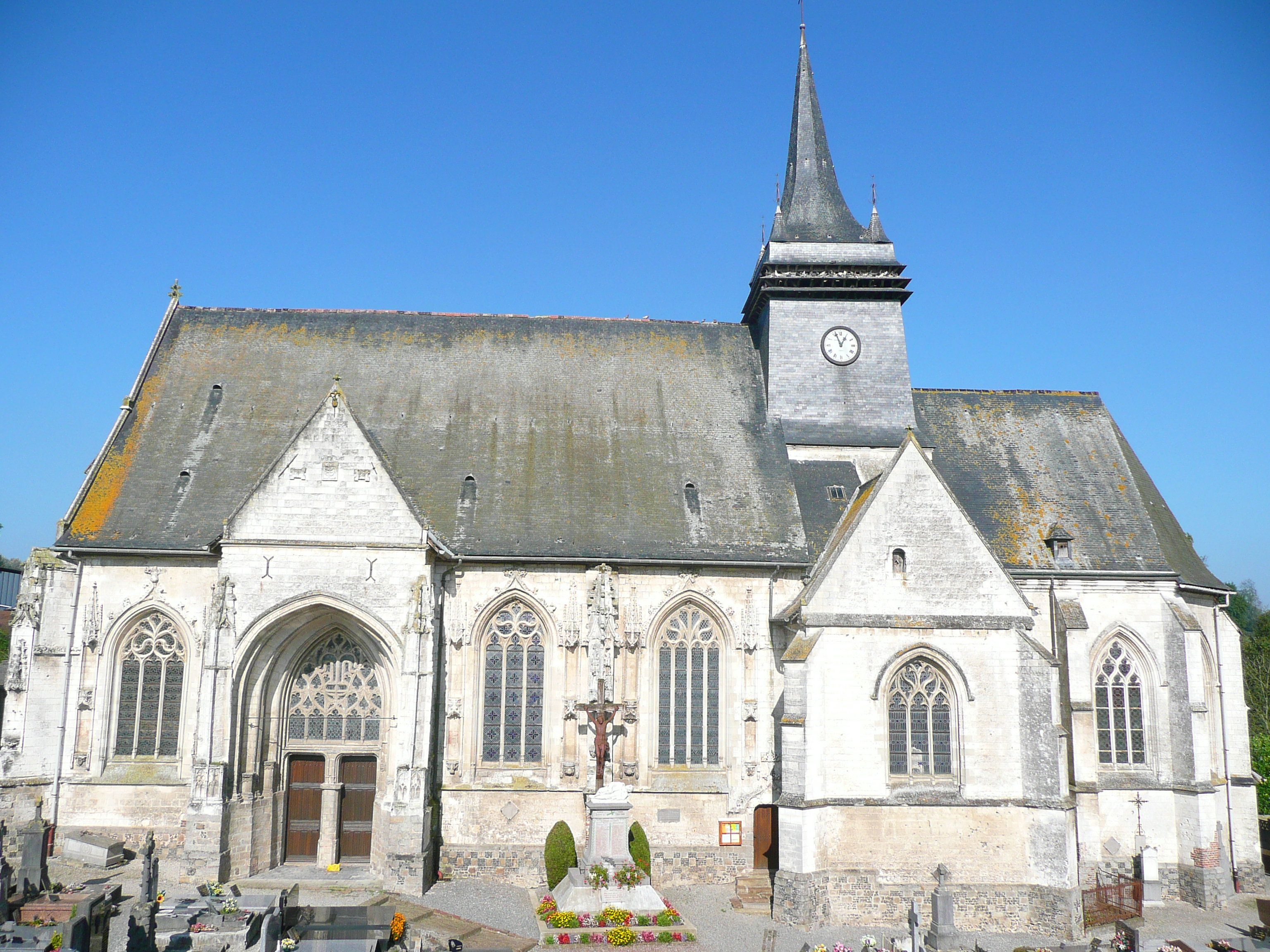
Kirche Saint-Martin
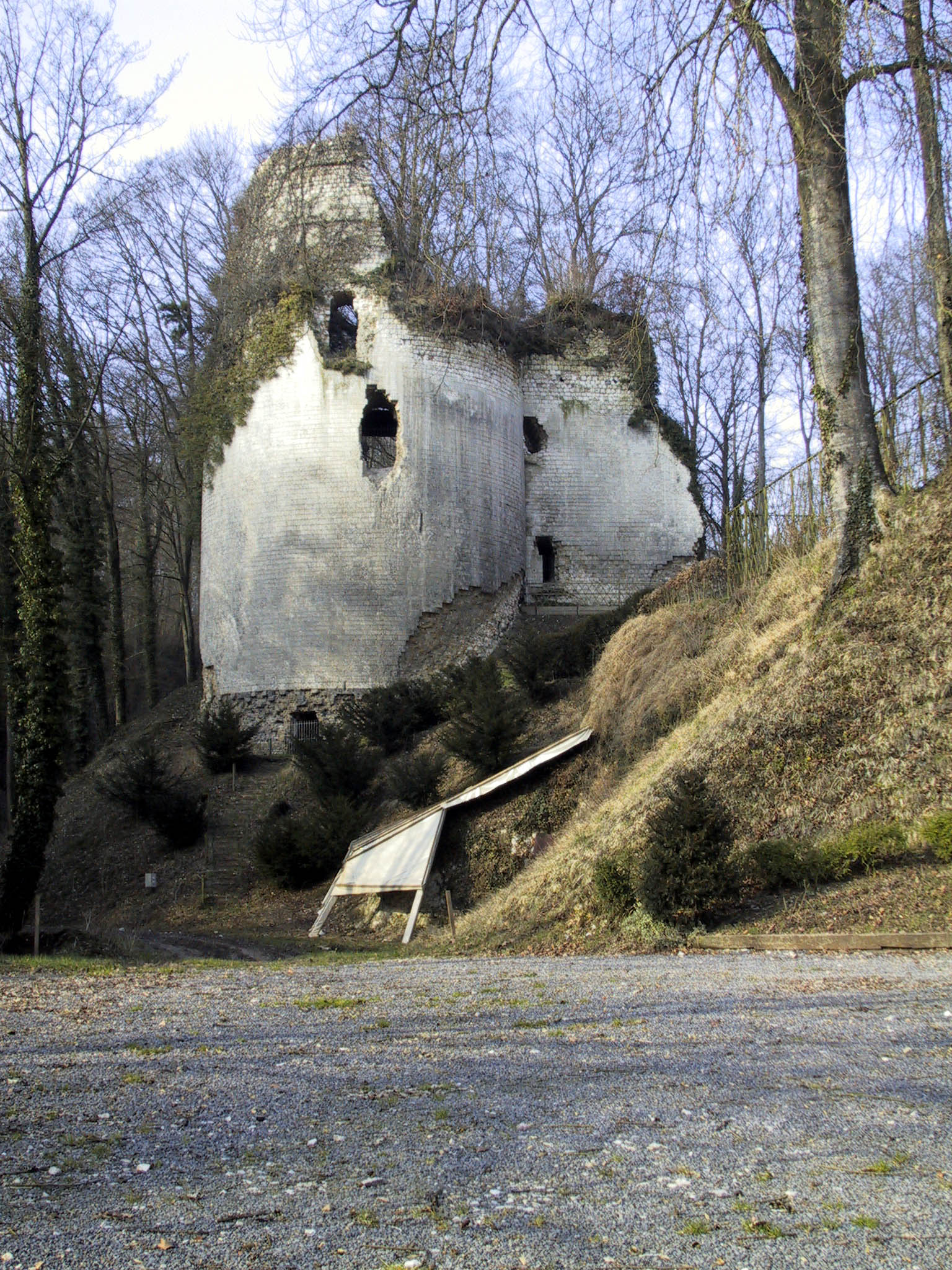
Burgruine Les Créquy
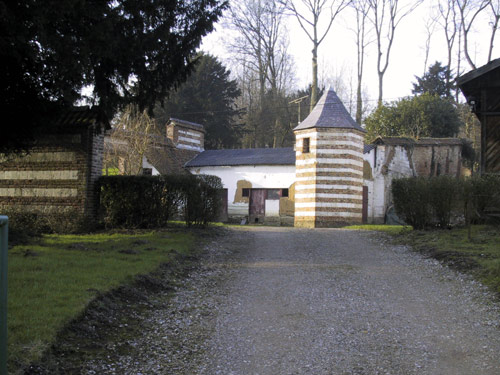
Taubenhaus im Haus Bernanos

## Persönlichkeiten
- Georges Bernanos (1888–1948), Schriftsteller, lebte in Fressin bis 1924